# Pterolophia multisignata
Pterolophia multisignata là một loài bọ cánh cứng trong họ Cerambycidae.